# Bahrajn
Bahrájn (uradno Kraljevína Bahrájn; arabsko  مملكة البحرين , Mamlakat al-Baḥrayn) je otoška država v Perzijskem zalivu in najmanjša arabska država. Zahodno od nje leži Saudova Arabija, ki jo z Bahrajnom povezuje Nasip kralja Fahda (uradno odprt 25. novembra 1986), južno na drugi strani Bahrajnskega zaliva pa Katar.